# Ellrich
Ellrich ist die nördlichste Stadt des Freistaates Thüringen. Sie liegt im Landkreis Nordhausen am Südrand des Harzes und hat nach der Einwohnerzahl den Status einer Kleinstadt.

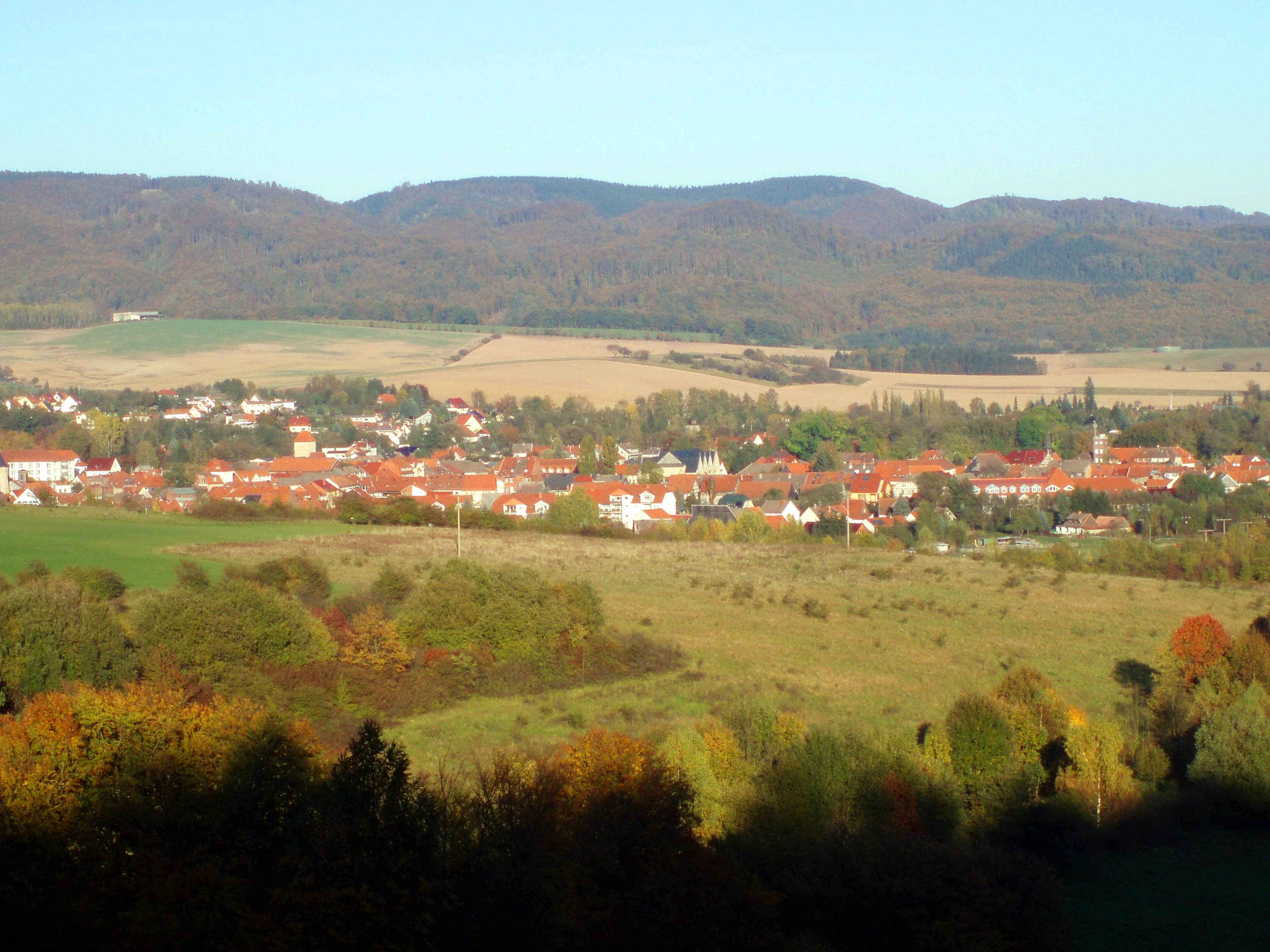
Blick auf Ellrich (2012)

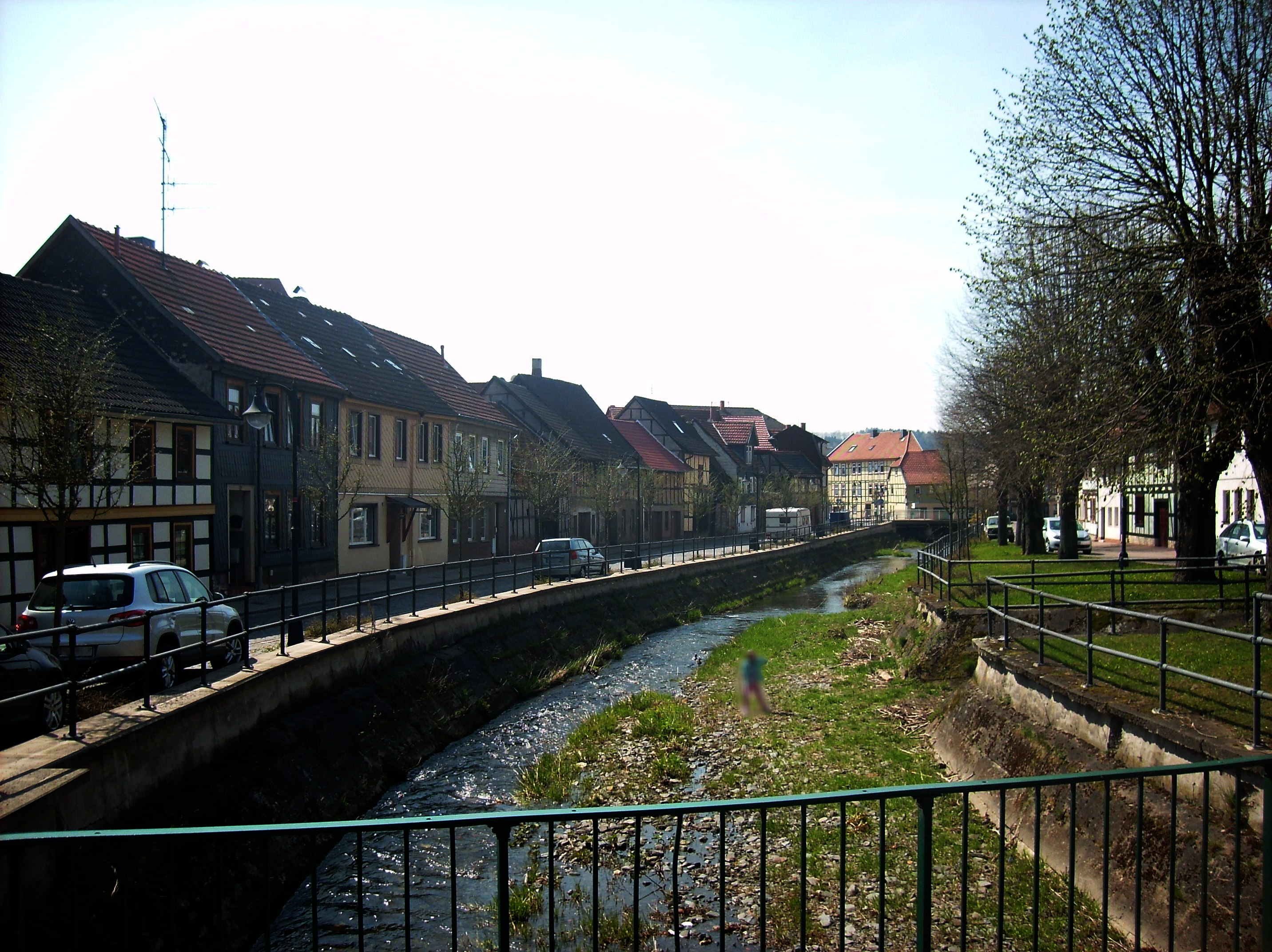
Die Zorge und die Große Uferstraße in Ellrich

## Geographie
Die Stadt Ellrich liegt am Fluss Zorge, in unmittelbarer Nähe der Landesgrenze zu Niedersachsen. Der Stadtteil Sülzhayn liegt etwa drei Kilometer nordöstlich der Kernstadt in waldreicher Lage. Dort gibt es zahlreiche Sanatorien und Pensionen, die teilweise im Wald liegen.

### Stadtgliederung
Einwohnerzahlen der sieben Ortschaften am 31. Oktober 2015:
| Stadtteil   | Einwohner |
| ----------- | --------- |
| Ellrich     | 3.166     |
| Sülzhayn    | 1.008     |
| Woffleben   | 459       |
| Appenrode   | 398       |
| Werna       | 206       |
| Gudersleben | 221       |
| Rothesütte  | 105       |

Der an der Landesstraße 1037 zwischen Ellrich und Woffleben gelegene Ortsteil Cleysingen mit 17 Einwohnern (2022) wird im Ortsteilverzeichnis nicht gesondert genannt.

## Geschichte

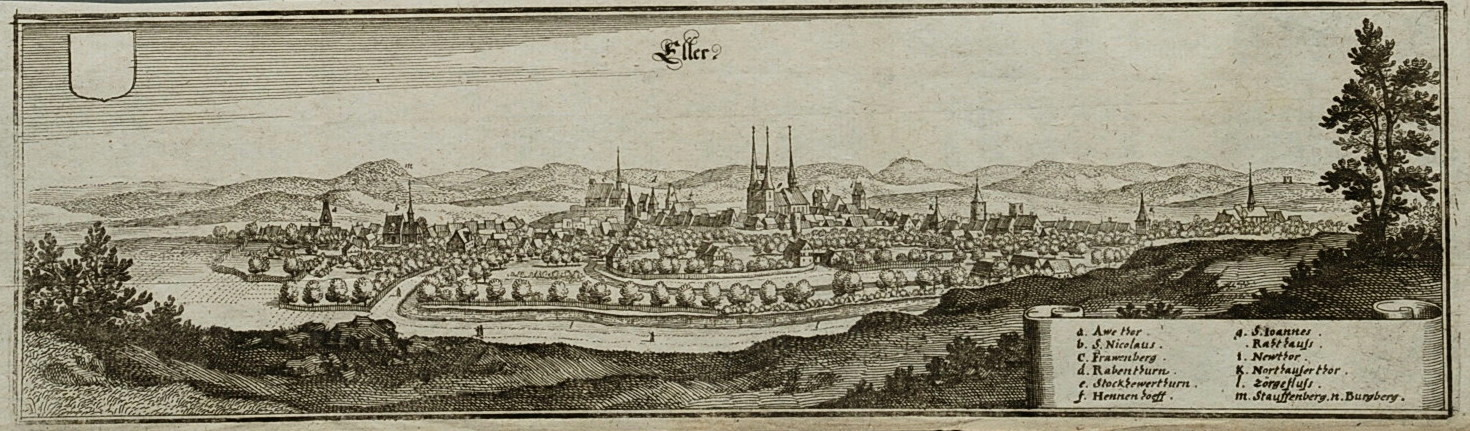
Ellrich um 1650

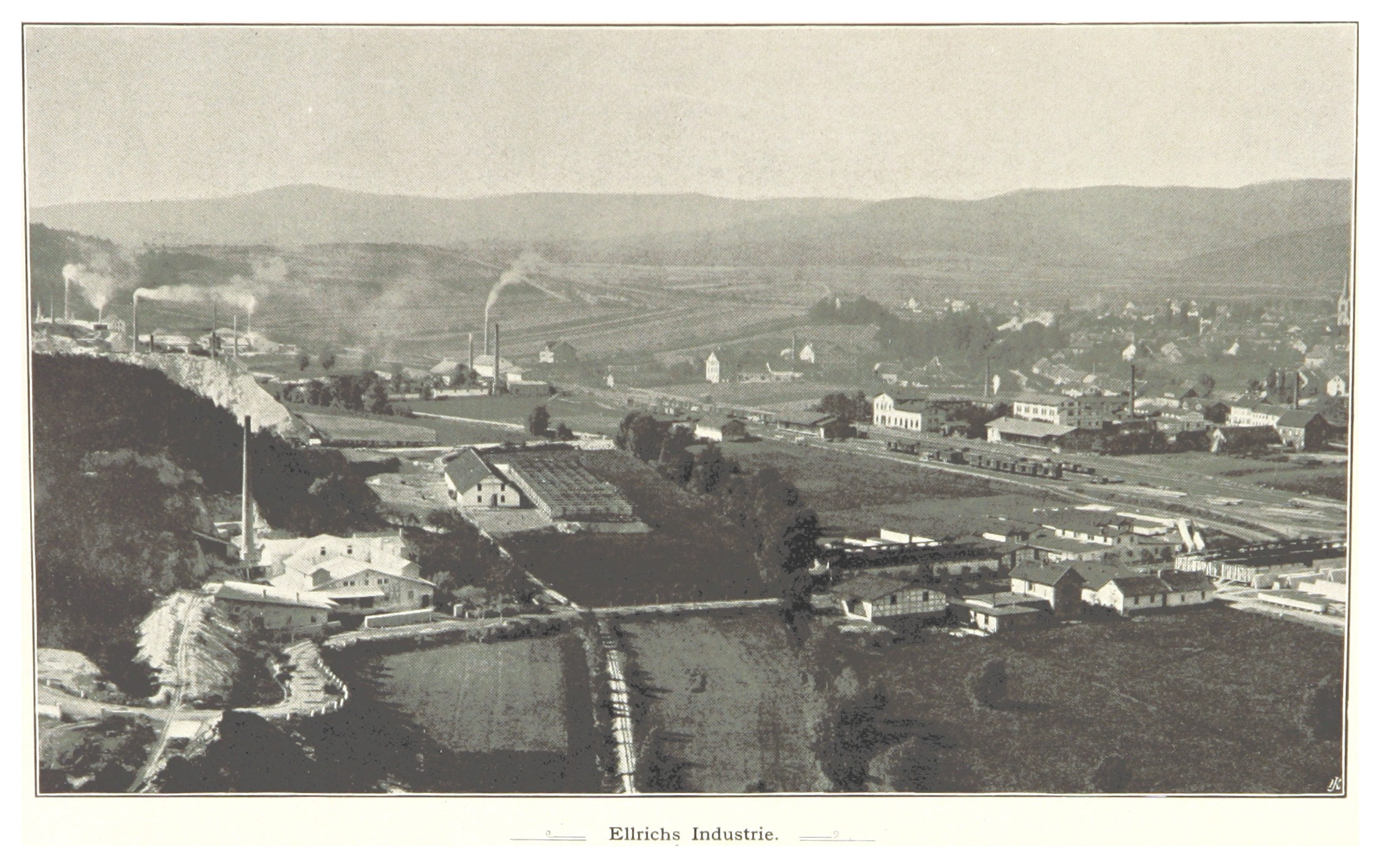
Ellrichs Bahnhof und Industriegebiet – um 1890

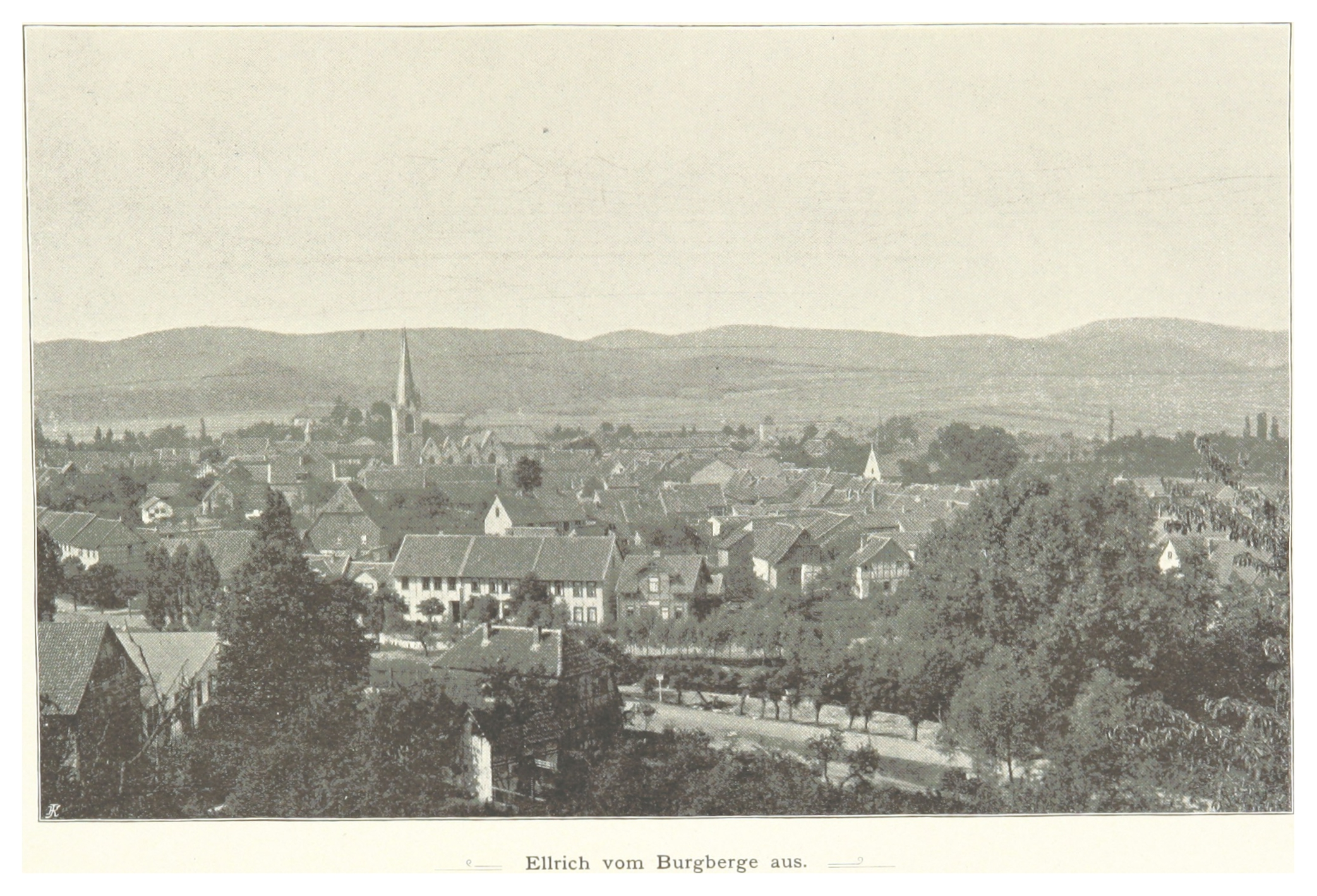
Blick auf Ellrich vom Burgberg – um 1890

876 wurde Ellrich als „Alarici“ erstmals urkundlich erwähnt. Alariche, 1229 Elreke, 1229 Elrike wird mit dem altsächsischen Wort alira/elira, „Erle“ und dem Mittelniederdeutschen reke, „Reihe, Heckenzaun“, erklärt. Im Jahr 1286 erhielt Ellrich das Stadtrecht und im Jahr 1332 das Münzrecht. Für Mitte des 17. Jahrhunderts sind die Namen Eller und Ellerich belegt. Ein Großbrand im Jahr 1627, bei dem große Teile der Stadt zerstört wurden, forderte zahlreiche Menschenleben. Dem Brand fielen u. a. auch die St.-Johannis-Kirche, das Rathaus und die Münzstätte zum Opfer. Die Münzstätte wurde nicht wieder aufgebaut. Seit 1869 führt eine Bahnverbindung nach Nordhausen und Northeim.
Ab dem 17. Jahrhundert siedelten sich Juden im Ort an. Die um 1700 gegründete jüdische Gemeinde hatte mit nahezu 150 Personen in der Mitte des 19. Jahrhunderts ihren Höchststand. 1938 gab es 12 jüdische Einwohner im Ort. Bei den Novemberpogromen 1938 wurde die 1730 erbaute Synagoge der jüdischen Gemeinde in der Jüdenstraße niedergebrannt. Sieben jüdische Menschen wurde in Schutzhaft genommen und unter anderem in das KZ Buchenwald verschleppt.
Für die Rechtsprechung in Ellrich wurde im Jahr 1815 das Land- und Stadtgericht Ellrich gebildet, aber schon 1818 in eine Gerichtskommission des Land- und Stadtgerichts Nordhausen umgewandelt. Danach bestand von 1849 bis 1879 die Gerichtskommission Ellrich des Kreisgerichts Sangerhausen. 1879 wurde stattdessen das Amtsgericht Ellrich geschaffen. Das Amtsgericht Ellrich wurde 1949 aufgehoben.
Während des Zweiten Weltkriegs gab es mit Ellrich-Bürgergarten und Ellrich-Juliushütte zwei Außenlager des KZ Mittelbau-Dora im Ort. Letzteres war mit 8000 Insassen das größte Außenlager des KZ-Komplexes und unter den Häftlingen für seine harten Lebensbedingungen berüchtigt. Dem KZ Ellrich-Bürgergarten, in dem etwa 950 Häftlinge der SS-Baubrigade IV zum Bau der Helmetalbahn untergebracht waren, wurde ab September 1944 das ebenfalls zum Lagerkomplex Mittelbau-Dora zählende KZ Günzerode als Nebenlager unterstellt.
Nach dem Zweiten Weltkrieg wurde Ellrich dadurch bekannt, dass sich zwischen Ellrich und Walkenried an der Südharzstrecke einer der wenigen Eisenbahn-Grenzübergänge zwischen der britischen und der sowjetischen Besatzungszone bzw. ab 1949 zwischen der Bundesrepublik Deutschland und der DDR befand. Dieser Übergang bestand bis zum Ende der DDR. Er wurde, von einzelnen Sonderzügen zur Leipziger Messe Anfang der 1950er Jahre abgesehen, ausschließlich im Güterverkehr genutzt. Nach dem Fall der Mauer verkehrten am 12. November 1989 erstmals wieder Personenzüge über die innerdeutsche Grenze.
Im Ort war die Modefirma VEB „ELDAMO“ als ein auf internationalen Messen prämierter Hersteller von Hochzeitskleidern und hochwertiger Damenmode ansässig. In einem zweiten Textilbetrieb wurde als Filiale eines Eichsfelder Bekleidungswerkes, Konfektionsware und Berufsbekleidung in Großserie gefertigt. Die im Gebiet von Ellrich gelegenen Gipslagerstätten waren Grundlage einer Produktpalette von Schulkreide, Stuck- und Modelliergips sowie für medizinischen Bedarf hergestellte Gipsbandagen. Weiterhin war in Ellrich eine Gießerei ansässig, ein Werk für die Herstellung von Hackmessern (verwendet in Kaffee- oder Fleischmühlen) sowie eine als „Nordbau“ bekannte Spezialfirma für Bodenbeläge in Schul- und Turnhallen.

### Eingemeindungen
Am 30. März 1994 wurden Woffleben, Sülzhayn, Rothesütte, Gudersleben und Appenrode nach Ellrich eingemeindet.

### Einwohnerentwicklung
Entwicklung der Einwohnerzahl: Datenquelle: ab 1994 Thüringer Landesamt für Statistik – Werte vom 31. Dezember
| - 1994: 6449 - 1995: 6499 - 1996: 6413 - 1997: 6527 - 1998: 6579 - 1999: 6589 | - 2000: 6539 - 2001: 6477 - 2002: 6418 - 2003: 6422 - 2004: 6358 - 2005: 6267 | - 2006: 6155 - 2007: 6019 - 2008: 5894 - 2009: 5781 - 2010: 5712 - 2011: 5602 | - 2012: 5512 - 2013: 5516 - 2014: 5516 - 2015: 5580 - 2016: 5583 - 2017: 5561 | - 2018: 5543 - 2019: 5449 - 2020: 5394 - 2021: 5391 - 2022: 5492 |

## Politik

### Stadtrat
Im Stadtrat von Ellrich sind 20 Sitze zu vergeben. Die Ergebnisse der Stadtratswahl am 26. Mai 2024 sind in den Diagrammen rechts (Stimmenanteile) und unten (Sitzverteilung) dargestellt.
- Linke: 1
- SPD: 3
- Grüne: 1
- BBE: 2
- FDP: 3
- CDU: 6
- AfD: 4

Die Kommunalwahlen 1999 bis 2024 führten zu folgenden Ergebnissen:
| Parteien und Wählergemeinschaften | Parteien und Wählergemeinschaften           | % 1999 | Sitze 1999 | % 2004 | Sitze 2004 | % 2009 | Sitze 2009 | % 2014 | Sitze 2014 | % 2019 | Sitze 2019 | % 2024 | Sitze 2024 |
| --------------------------------- | ------------------------------------------- | ------ | ---------- | ------ | ---------- | ------ | ---------- | ------ | ---------- | ------ | ---------- | ------ | ---------- |
| CDU                               | Christlich Demokratische Union Deutschlands | 29,7   | 6          | 31,9   | 6          | 31,1   | 6          | 30,5   | 6          | 28,0   | 6          | 28,2   | 6          |
| SPD                               | Sozialdemokratische Partei Deutschlands     | 31,5   | 6          | 27,6   | 6          | 29,6   | 6          | 24,3   | 5          | 22,2   | 4          | 14,7   | 3          |
| BBE                               | BürgerBewegung Ellrich                      | 10,2   | 2          | 6,2    | 1          | 10,5   | 2          | 14,9   | 3          | 16,3   | 3          | 12,0   | 2          |
| Die Linke                         | Die Linke                                   | 18,4   | 4          | 24,1   | 5          | 18,2   | 4          | 18,5   | 4          | 12,8   | 3          | 7,2    | 1          |
| FDP                               | Freie Demokratische Partei                  | 8,5    | 2          | 10,2   | 2          | 10,6   | 2          | 11,7   | 2          | 10,9   | 2          | 13,4   | 3          |
| Grüne                             | Bündnis 90/Die Grünen                       |        |            |        |            |        |            |        |            | 9,7    | 2          | 3,2    | 1          |
| AfD                               | Alternative für Deutschland                 |        |            |        |            |        |            |        |            |        |            | 21,2   | 4          |
| Gesamt                            | Gesamt                                      |        | 20         |        | 20         |        | 20         |        | 20         |        | 20         |        | 20         |
| Wahlbeteiligung %                 | Wahlbeteiligung %                           | 59,6 % | 59,6 %     | 46,0 % | 46,0 %     | 53,5 % | 53,5 %     | 54,5 % | 54,5 %     | 65,1 % | 65,1 %     | 64,3 % | 64,3 %     |

### Bürgermeister

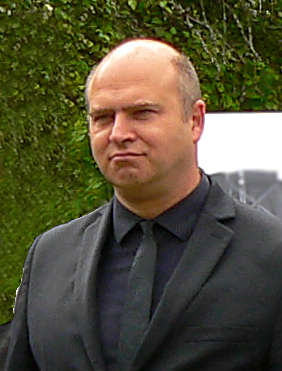
Bürgermeister Henry Pasenow

Bürgermeister ist seit 2018 Henry Pasenow (CDU). Er setzte sich bei der Bürgermeisterwahl 2018 gegen den seit 2006 amtierenden Amtsinhaber Matthias Ehrhold (SPD) durch. Er wurde zuletzt 2024 mit 60,8 Prozent der Stimmen im Amt bestätigt.

### Wappen
| | Blasonierung: „In vier Reihen geschacht von Rot und Silber.“ |
| Wappenbegründung: Das Wappen stammt aus dem 13. Jahrhundert, als Ellrich durch die beiden Söhne des Grafen Heinrich II. von Hohnstein, Dietrich II. und Heinrich III., zur Stadt erhoben wurde und sein erstes Siegel erhielt. Die Hohnsteiner führten den geschachten Schild im Familienwappen. |                                                              |

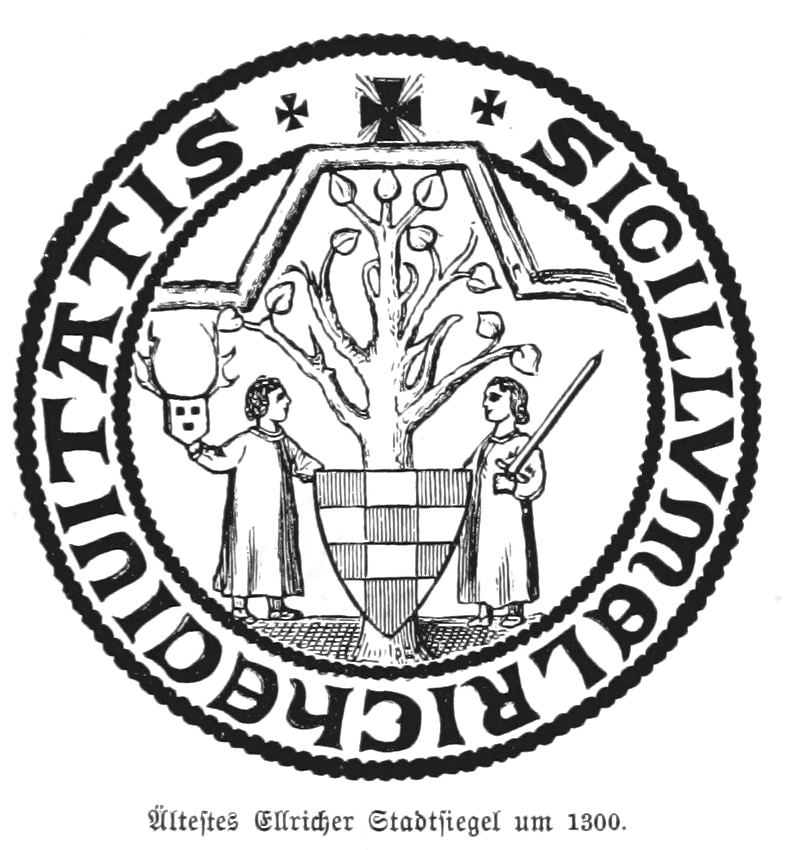
Erstes Stadtsiegel Ellrichs – um 1300

Neben dem amtlichen Stadtwappen führt die Stadt Ellrich ein Schmuckwappen, dass aber nur für nichtamtliche kulturelle Werbezwecke und Anlässe verwendet wird.

### Flagge
Die Flagge der Stadt Ellrich besteht aus zwei gleich breiten Querstreifen, oben Weiß, unten Rot. Die Flagge kann auch die Form eines Banners haben. Das Banner besteht aus zwei gleich breiten Längsstreifen, links Weiß, rechts Rot. Fakultativ kann in der Mitte der Flagge (des Banners) das Wappen eingefügt werden.

### Dienstsiegel
Das Dienstsiegel trägt die Umschrift im oberen Halbbogen „THÜRINGEN“, im unteren Halbbogen „Stadt Ellrich“ und zeigt das Stadtwappen.

## Religionen
In Ellrich befinden sich die evangelische St. Johannis-Kirche am Markt, die St. Marienkirche auf dem Frauenberg und die Hospitalkirche St. Spiritus in der Hospitalstraße.
1852 wurde in Ellrich eine römisch-katholische Missionspfarrei gegründet, und am 24. Juni 1893 erfolgte die Weihe der nach Bonifatius benannten Kirche durch Weihbischof Augustinus Gockel. Heute gehört die Kirche St. Bonifatius zur Pfarrei Nordhausen.
Die Neuapostolische Kirche an der Wallstraße wurde 2005 aufgegeben.

## Kultur und Sehenswürdigkeiten

### Stadtmuseum Ellrich

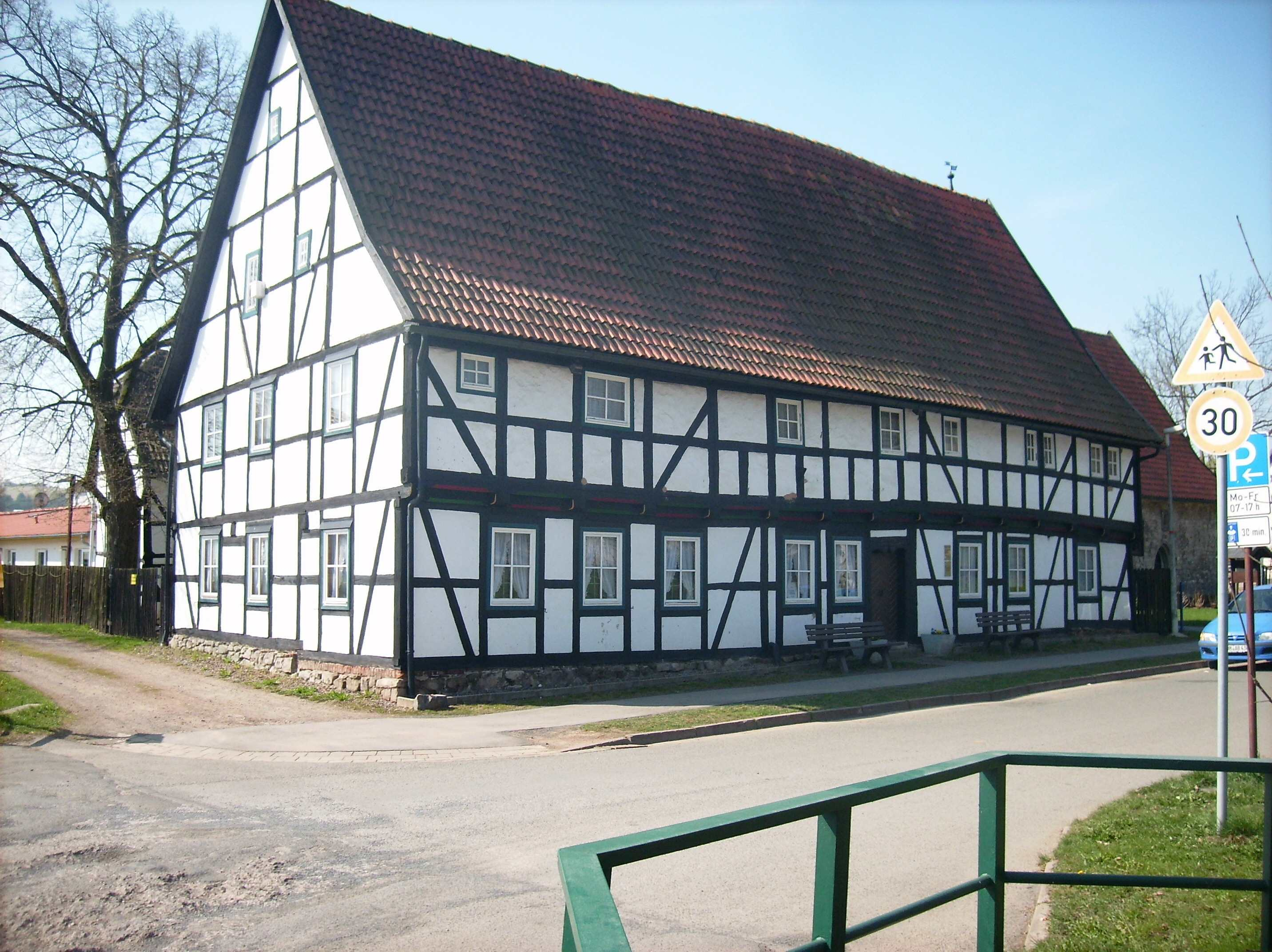
Stadtmuseum im Unterhaus des ehemaligen Hospitals

Das Ellricher Stadt- und Heimatmuseum befindet sich in den Räumen eines ehemaligen Hospitalgebäudes der Stadt Ellrich, Hospitalstraße 40. Die Dauerausstellung umfasst die Bereiche Ur- und Frühgeschichte der Umgebung, Natur (Tierwelt und Geologie) sowie Entwicklung typischer Handwerke der Stadt (Werkstatteinrichtungen von Webern, Schuster, Kunstschmied und Frisör). Außerdem besitzt das Ellricher Museum ein Musikzimmer mit Instrumentensammlung und die Ausstattung der ehemaligen Stadtapotheke. Es finden Sonderausstellungen zur Stadtgeschichte statt.

### Stadtbefestigung Ellrich
Von der Stadtmauer sind umfangreiche Reste in der Straße Am Stadttor sowie ein Tor zwischen Salzmarkt und Wernaer Tor und ein Turm in der Ravenstraße vorhanden.

### Denkmale
- An der Friedhofsmauer des Jüdischen Friedhofs Ellrich erinnert seit 1988 (ersetzt 1994) eine Gedenktafel an die jüdische Bevölkerung Ellrichs.
- Zwei Gedenksteine im Bereich des ehemaligen KZ-Außenlagers Ellrich-Juliushütte erinnern an die dort verstorbenen Insassen.
- Jeweils ein Denkmal befindet sich bei insgesamt zehn Gräbern sowjetischer Zwangsarbeiter im Ortsteil Gudersleben und auf dem Bergfriedhof des Ortsteiles Sülzhayn.
- Auf dem Karl-Marx-Platz des Ortsteiles Woffleben erinnert eine Stele an die Opfer des Todesmarsches.[20]
- Am 18. Juni 2015 wurden im Beisein von Vertretern der Stadtverwaltung und interessierten Bürgern in Ellrich acht Stolpersteine durch Gunter Demnig verlegt, die an das Schicksal von Bürgern erinnern sollen, die in den jeweiligen Häusern ihren letzten freiwillig gewählten Wohnsitz hatten.

### Verschwundene Denkmäler
- Auf dem Markt an der St. Johanniskirche stand das Kriegerdenkmal für die Gefallenen des Deutsch-Französischen Krieges 1870/71. Auf einem mehrstufigen Unterbau erhob sich auf einem Sockel ein Obelisk, der von einem Adler auf einer Kugel bekrönt wurde.

### Glasmacher- und Köhlersiedlung Rothesütte
Der ehemalige Forstort Rothesütte wurde 1679 gegründet, dort befindet sich seit 1944 als Technisches Denkmal eine Waldarbeiter-, Glashütten- und Köhlersiedlung. Zur Erläuterung dieser regionaltypischen Gewerke im Harz wurde durch die Stadt Ellrich das ehemalige Pfarrhaus und eine Schauanlage am Friedhof hergerichtet (Lage).

### NaturdenkmalKelle-Höhle

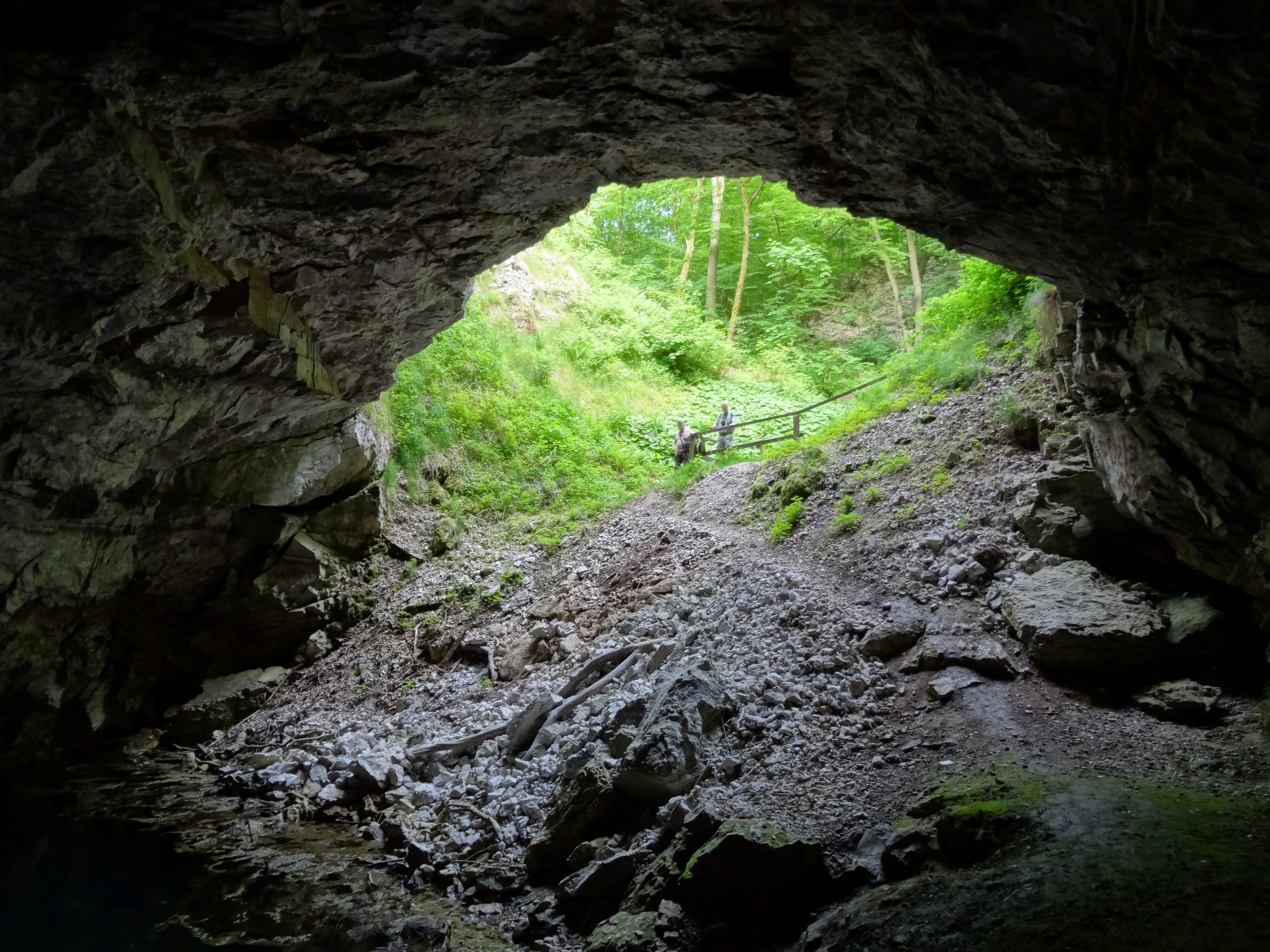
Die Kelle-Höhle im Südharzer Gipskarst

Das Gebiet um Ellrich ist reich an Karsterscheinungen, neben anderen auch Erdfälle und Höhlen. Nahe dem Ortsteil Appenrode befindet sich die bereits 1589 beschriebene grottenartige Höhle Kelle. Die offen zugängliche Höhle besitzt am Eingang einen hallenartigen Raum von bis zu 25 Metern Höhe, 16 Metern Breite und 20 Metern Resttiefe. Am Grund der Höhle befindet sich ein kleiner Höhlensee mit einer Maximaltiefe von fünf Metern. Die Höhle war schon vor zweihundert Jahren eine bekannte Sehenswürdigkeit und wurde u. a. von Gottfried August Bürger, Johann Wilhelm Gleim und Christoph August Tiedge aufgesucht.

## Verkehr

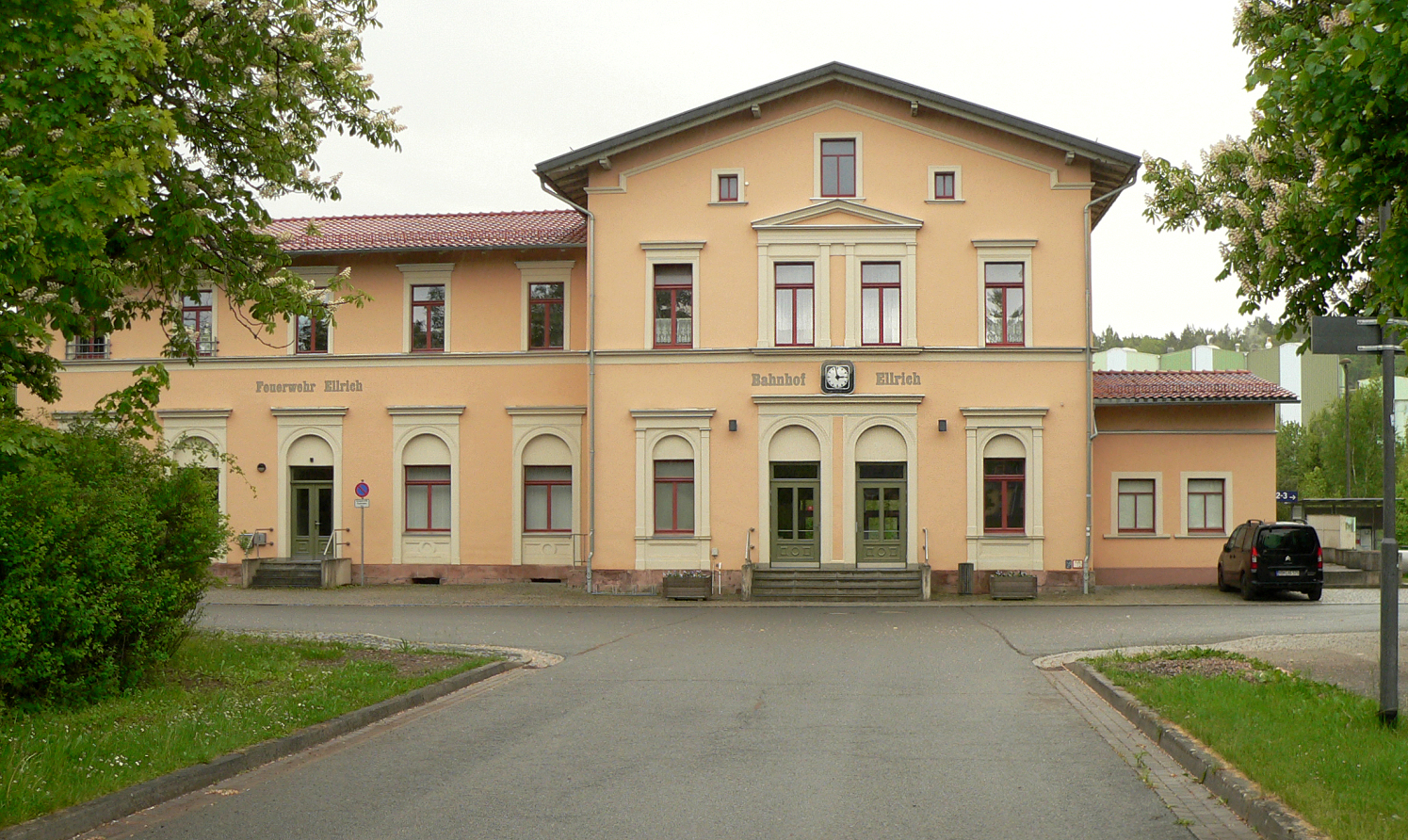
Bahnhof Ellrich

Der Bahnhof Ellrich liegt an der Bahnstrecke Northeim (Han)–Nordhausen, während der Deutschen Teilung wurde er für durchgehende Züge bis auf wenige Ausnahmen nur vom Güterverkehr genutzt. Täglich verkehren Regionalbahnen der Deutschen Bahn im Stundentakt Richtung Northeim und nach Nordhausen.

## Persönlichkeiten

### Söhne und Töchter der Stadt
- Otto Otto von Mauderode (1600–1671), braunschweig-lüneburgischer Geheimer Rat und Gesandter
- Christian Benedikt Michaelis (1680–1764), Orientalist und evangelischer Theologe
- Friedrich Heinrich Wilhelm von Wagner (1748–1819), Kammerpräsident in Białystok
- Johann Anton Heinrich Neumcke (1758–1826), Oberamtmann und Bürgermeister in Benneckenstein
- August Friedrich Holtzhausen (1768–1827), Ingenieur und Fabrikant von Dampfmaschinen in Gleiwitz/Oberschlesien.
- Georg Friedrich Bischoff (1780–1841), Komponist[24]
- Wilhelm Wiegand (1851–1915), Historiker und Archivar
- Martin Krieg (1892–1962), Historiker und Archivar
- Wilhelm Apel (1905–1969), hessischer Politiker (SPD) und Abgeordneter des Hessischen Landtags
- Dietrich Haugk (1925–2015), Regisseur und Synchronsprecher
- Rolf Hoppe (1930–2018), Schauspieler
- Klaus-Dieter Baumgarten (1931–2008), Stellvertreter des Ministers für Nationale Verteidigung im Ministerrat der DDR und Chef der Grenztruppen der DDR, geboren in Werna

### Personen mit Bezug zur Stadt
- Christian Friedrich von Byla (1704–1775), Oberforstmeister und Rittergutsbesitzer
- Otto Brinkmann (1910–1985), Kommandant des zum KZ Mittelbau-Dora gehörenden Außenlagers Ellrich-Juliushütte
- Erich Scholz (1911–2000), Kommandant der zum KZ Sachsenhausen gehörenden KZ-Außenlager Ellrich-Bürgergarten
- Martin Schultze (1835–1899), Pädagoge und Sprachforscher, lebte ab 1894 in Ellrich